# Chirmol de zapatero

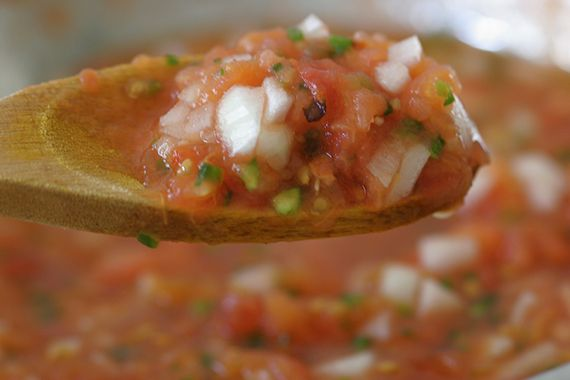
Chirmol

Chirmol de zapatero es un platillo que forma parte de la gastronomía guatemalteca. Es característico del departamento de Escuintla, Guatemala.

## Elaboración
Este platillo puede hacerse con pescado zapatero, carne de res, tomates, miltomates, cebollas, chile jalapeño, chile pimiento, papas, ajo, agua y como condimentos sal y pimienta al gusto. Se hierven 2 litros de agua en una olla, luego se agregan los tomates, miltomates, cebollas (partidas por la mitad), dientes de ajo, chile pimiento y chile jalapeño. Seguido a esto se retiran los tomates, miltomates, cebollas, dientes de ajo y chiles de la olla para después colocar las pacayas en la olla. Se pelan los tomates y se le quitan las semillas a los chiles jalapeños para luego colocarlos junto a los miltomates, dientes de ajo y chile pimiento a la licuadora o molcajete. Posteriormente, una vez ya licuada la mezcla se agrega la mezcla al caldo de la olla. Por último condimentamos, colocamos las papas y la carne (cortados en trozos pequeños) y dejamos hervir por 20 minutos.